# Dorcadion ghilianii
Dorcadion ghilianii là một loài bọ cánh cứng trong họ Cerambycidae.